# Музей истории ткачества Черниговщины
Музей истории ткачества Черниговщины — музей, посвящённый истории ткачества в Черниговщине. Действует в посёлке городского типа Козелец.

## Учреждение
Этот музей был основан как филиал Черниговского областного исторического музея им. В.В. Тарновского в 1988 году (создан по приказу областного управления культуры и туризма и приказа Козелецкого районного отдела культуры и туризма). Впервые был открыт для посещения в 1992 году. С 1995 года функционирует как самостоятельный.

## Экспозиция
В экспозиции представлены:
- образцы праздничной одежды, зимней и летней;
- ткацкие станки;
- орудия труда для обработки льна;
- кролевецкие и басанские полотенца;
- изделия из керамики;
- изделия из соломы и дерева;
- настольщики, ткани, скатерти, образцы холста;
- образцы промышленных изделий Дегтярёвской им. Восьмого Марта и Остерской ткацких фабрик;
- картины местных художников, фотографии и тому подобное.